# 赫拉爾德 (加利福尼亞州)
赫拉爾德（英語：Herald）是位於美國加利福尼亞州薩克拉門托縣的一個人口普查指定地區。

## 地理
赫拉爾德的座標為38°17′18″N 121°13′52″W / 38.28833°N 121.23111°W，而該地最高點為海拔高度24米（即79英尺）。

## 人口
根據2010年美國人口普查的數據，赫拉爾德的面積為20.464平方千米，當中陸地面積為20.406平方千米，而水域面積為0.058平方千米。當地共有人口1184人，而人口密度為每平方千米57人。